# Arevalillo
Arevalillo est une commune d'Espagne de la province d'Ávila dans la communauté autonome de Castille-et-León.

## Administration
| Période                                  | Période | Identité            | Étiquette | Qualité |
| ---------------------------------------- | ------- | ------------------- | --------- | ------- |
|                                          |         |                     |           |         |
|                                          |         | José Martín Sánchez | PSOE      |         |
| Les données manquantes sont à compléter. |         |                     |           |         |